# Santa Maria a Favore
Santa Maria a Favore is een plaats (frazione) in de Italiaanse gemeente Castel San Giorgio.